# Apfelküchle

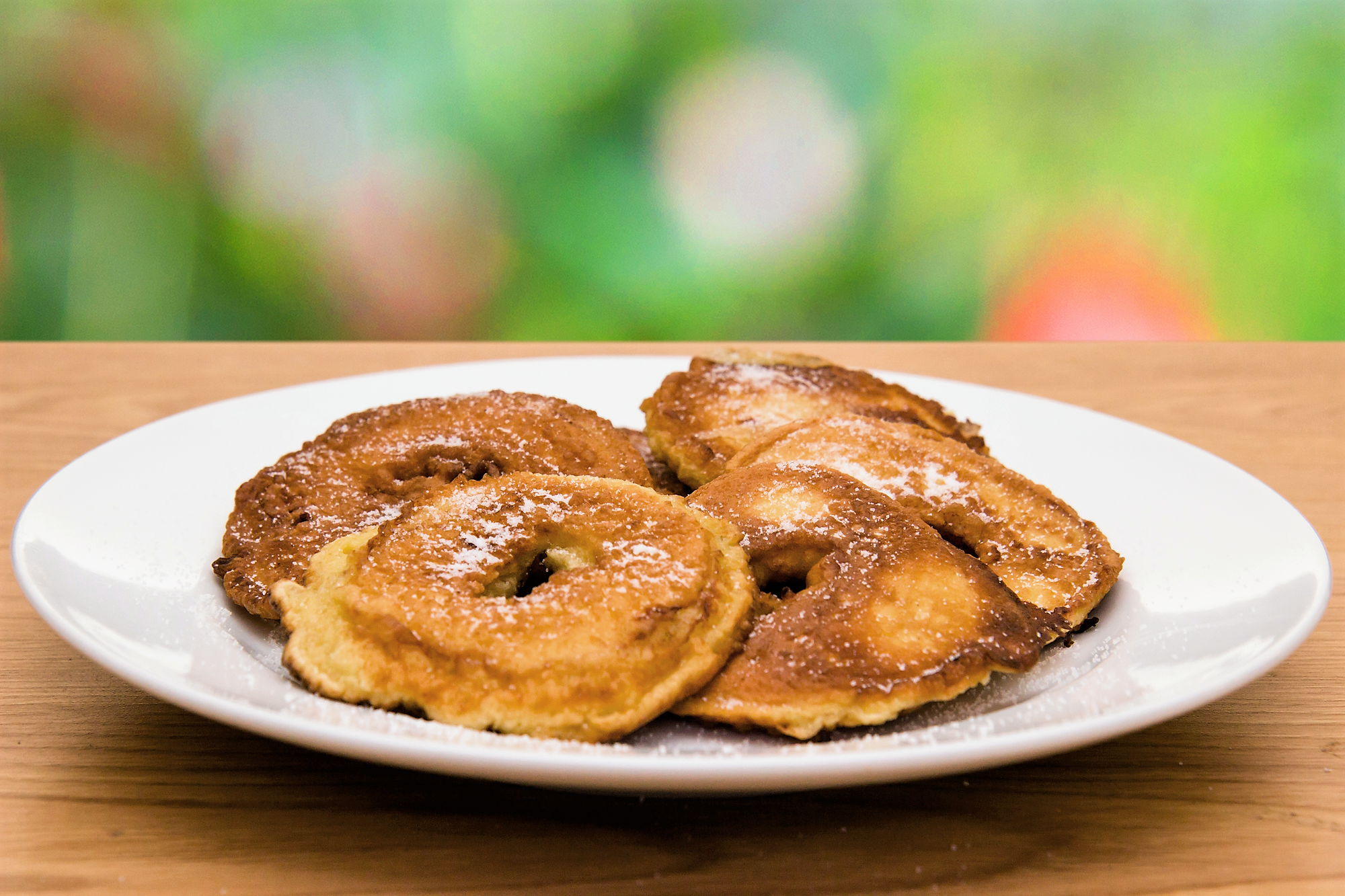
Apfelküchle mit Zucker

Apfelküchle, auch Apfelküchlein, Apfelkücherl, Apfelradl, gebackene Apfelringe, Apfelbeignets oder Apfelkrapferl, ist ein traditionelles deutsches Siedegebäck, das ursprünglich aus dem Süden der badischen und württembergischen Region stammt. Es gehört zu den Obst-Beignets und besteht aus Apfelscheiben, die in dickflüssigen Teig getaucht und in heißem Fett schwimmend ausgebacken werden. Das frühere Schmalzgebackene ist besonders beliebt in Baden-Württemberg und hat sich in ganz Europa und den USA verbreitet. Es wird ähnlich wie Pfannkuchen und außerdem in vielen Variationen zubereitet. Traditionell wird es als Süßspeise zur Hauptmahlzeit verzehrt, inzwischen ist es zudem als Dessert populär.

## Geschichte
Bereits in der Antike haben Menschen verschiedene Lebensmittel in Teig getaucht und in heißem Fett ausgebacken. Indes ist nicht überliefert, wann genau das Ausbacken von Obst wie von zubereiteten Äpfeln und damit die Apfelküchle „erfunden“ wurden. Nach den Forschungsergebnissen der Kunsthistorikerin Elke Gerhold-Knittel (1946–2007), die am Württembergischen Landesmuseum in Stuttgart tätig war, kommen sie ursprünglich aus dem Süden Baden-Württembergs. Apfelküchle wurden anfangs nur in der Fastnachtszeit und vor allem am „Schmotzigen Donnerschtag“ verzehrt – dem Donnerstag vor Aschermittwoch, an dem in der schwäbisch-alemannischen Fastnacht die eigentliche Fastnachtszeit beginnt. Schmotzig bedeutet in den alemannischen Dialekten „fettig“ und rührt daher, dass am „Fettigen Donnerstag“ gerne Fettgebackenes gegessen wird, wie zum Beispiel Fasnetsküechle oder Fasnachtskiechli oder Krapfen oder eben auch Apfelküchle. Das „gold-gelbe Schmalzgebäck“ mit der süß-säuerlichen Apfelfüllung bot eine willkommene Abwechslung und wurde über die Herkunftsregion hinaus beliebt. Zudem gehörten sie bald zu vielen süddeutschen Kirchweihfesten.
Nach Erkenntnissen des österreichischen Schriftstellers und Sachbuchautors Elmar Bereuter, der sich vielfach mit den sogenannten Schwabenkindern befasste und zudem am „Schwabenkinder-Projekt“ beteiligte, gehören Apfelküchle zu denjenigen Speisen, welche die Schwabenkinder während ihrer Saisonarbeit in Süddeutschland kennenlernten und mit zurück in ihre Heimat in den Alpenländern brachten. Als Schwaben- oder Hütekinder wurden Bergbauernkinder aus Vorarlberg, Tirol, der Schweiz und Liechtenstein bezeichnet, die von Beginn der Neuzeit bis ins frühe 20. Jahrhundert aufgrund der Armut ihrer Familien alljährlich im Frühjahr durch die Alpen zu den „Kindermärkten“ hauptsächlich nach Oberschwaben zogen, um dort als Saison-Arbeitskräfte zumeist an Bauern in Württemberg und teils auch in Baden und Bayern vermittelt zu werden. Während die Buben zu den anfallenden Arbeiten im Freien herangezogen wurden, waren die Mädchen meist im Haushalt beschäftigt. Heimgekehrt, brachten sie unter anderem verschiedene Rezepte für einfache und zugleich nahrhafte Speisen mit, die Eingang in die heimische Küche fanden. So zählen im österreichischen Vorarlberg heute Öpfelküachle, Äpfel in einem Pfannkuchenteig gebacken und mit Zimt und Zucker bestreut, zu den „klassischen“ Süßspeisen der Vorarlberger Küche.

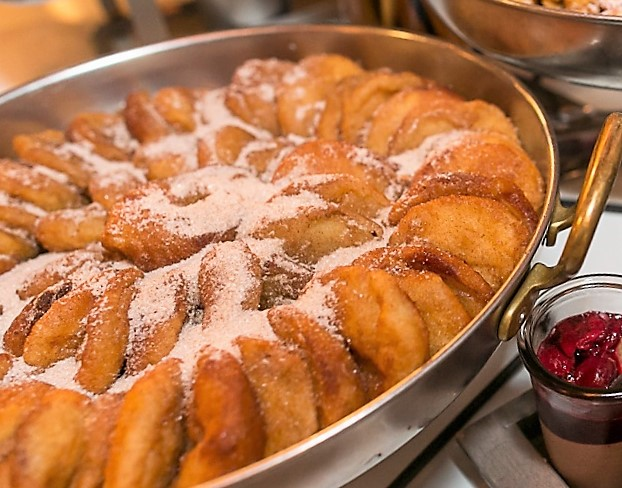
Apfelküchle bei einem Buffet

Apfelküchle sind mindestens seit dem 18. Jahrhundert überliefert; so findet sich beispielsweise in dem 1913 veröffentlichten Kochbuch der Haushaltungs- und Kochschule des Badischen Frauenvereins eine Apfelküchle-Zubereitung mit Bierteig. Schon Ende des 18. Jahrhunderts verfeinerten baden-württembergische Hausfrauen Gerichte wie Strudel und Schmalzgebackenes mit einer besonderen Sauce, einer Weinschaumsauce: Seit damals wurde lange Zeit die „heute fast in Vergessenheit geratene Chaudeausauce […] gerne auch zu den Apfelküchle gereicht“.
Mittlerweile sind Apfelküchle weit über die Landesgrenzen Baden-Württembergs hinaus verbreitet und zudem ganzjährig ein fester Bestandteil der dortigen sowie schwäbischen Küche, sowohl als Hauptmahlzeit als auch als Dessert. Sie werden heute oft als „schwäbisches Gebäck“ eingeordnet, zudem werden sie in Süddeutschland sowie in Teilen Österreichs, der Schweiz und in Südtirol häufig mit verschiedenen Dialektbegriffen wie zum Beispiel Apfelkiachl, Apfelkiachla, Öpfelchüechli oder Öpfelküachle bezeichnet. Sowohl in Sammlungen von Klassikern der süddeutschen Regionalküche als auch in modernen Koch- und Backbüchern werden Apfelküchle regelmäßig beschrieben.

## Zutaten und Zubereitung

### Ausbackteig
Als Ausbackteig werden sowohl ein dicklicher Pfannkuchenteig oder Hefeteig als auch ein klassischer Backteig wie zum Beispiel Bierteig verwendet. Traditionell werden Mehl, Eier, Zucker, Milch und Salz zu einem dicklichen (Pfannkuchen-)Teig verrührt. In verfeinerten Rezepten werden die Eier getrennt, das Eiweiß zu Schnee geschlagen und der Zucker untergehoben. Getrennt davon werden Mehl, Milch, Öl, Eigelb und Salz zu einem glatten Teig vermengt, anschließend wird der mit Zucker ausgeschlagene Schnee vorsichtig unter den Teig gezogen. Dabei sollte der Teig nicht zu lange gerührt werden, da er sonst zäh wird.
Bei Hefeteig wird zunächst Backhefe in der Hälfte der lauwarmen Milch aufgelöst und gehen gelassen. Getrennt davon werden Mehl, Salz, Eiweiß, Milch und Öl verrührt und danach zur Hefe-Milch-Mischung hinzugegeben. Der Teig sollte anschließend noch etwa zwei Stunden ruhen. Für Bierteig wird zusätzlich zu Milch und Öl noch Bier hinzugegeben.

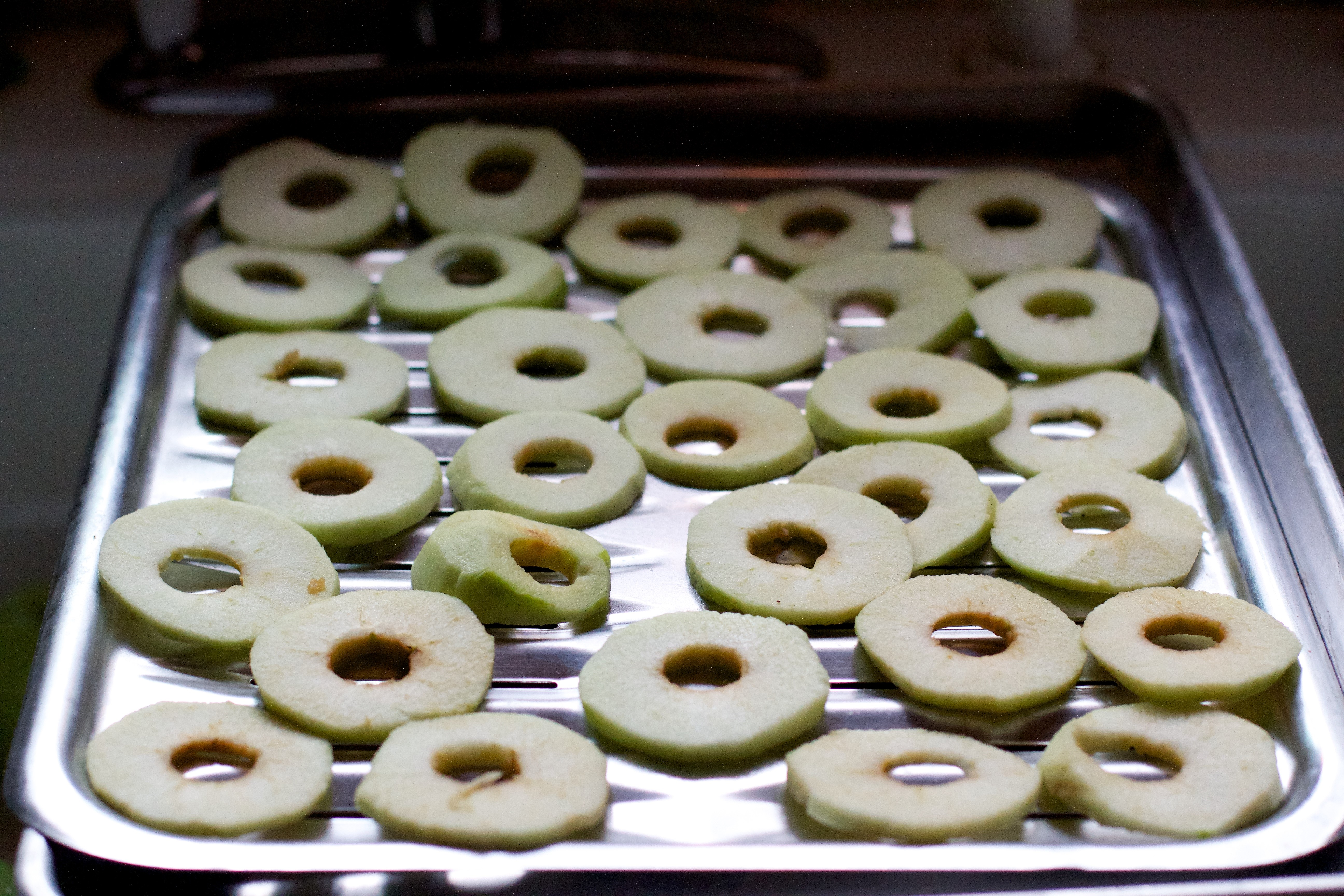
Vorbereitete Apfelscheiben

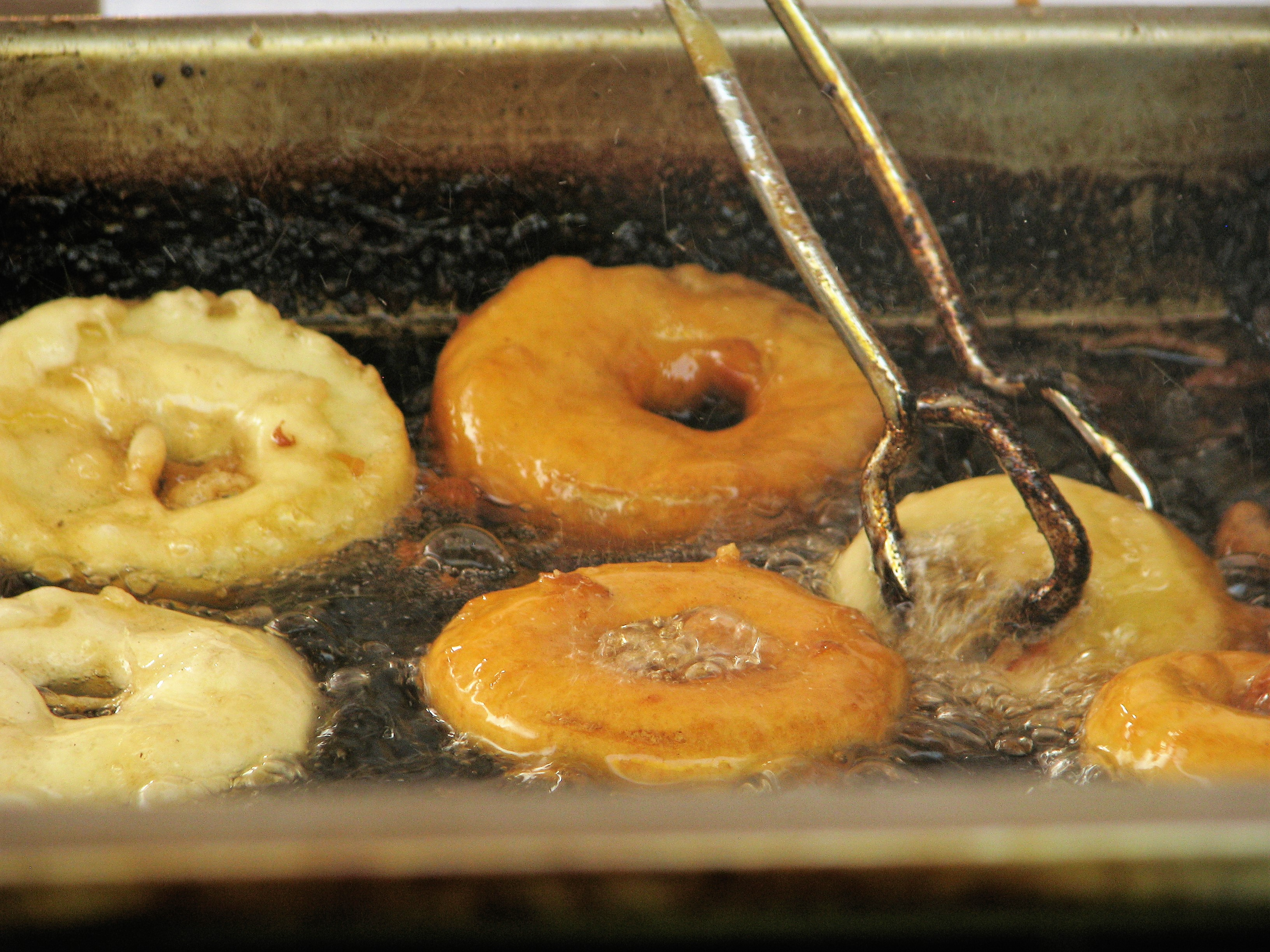
Ausbacken in heißem Fett

### Äpfel
Der früher weit verbreitete Boskopapfel ist lange lagerfähig und wurde deshalb ursprünglich bevorzugt für die Apfelküchle-Zubereitung genommen, insbesondere im Winterhalbjahr. Heute werden oft andere säuerliche Kochobst-Apfelsorten verwendet, wie zum Beispiel Braeburn oder Elstar. Laut üblichen Rezeptvorgaben werden für Apfelküchle „große Äpfel“ von einer ausreichend kochfesten Apfelsorte benötigt. Zudem können für Apfelküchle Äpfel mit oberflächlichen oder geringfügigen Schäden infolge Lagerung oder Transport genutzt werden.
Die Äpfel werden gewaschen, geschält und nach Ausstechen des Kerngehäuses in gleichmäßige, etwa 1 cm dicke Scheiben (Ringe) geschnitten. Um das Braunwerden zu verhindern, werden die geschnittenen Äpfel meist mit etwas Zitronensaft beträufelt. In einigen traditionellen Rezepten werden die Apfelscheiben stattdessen sowie zur zusätzlichen Aromatisierung mit Obstler beträufelt und mindestens zwei Stunden ziehen gelassen.

### Ausbacken
Zum Ausbacken (Frittieren) wird geeignetes Fett mit einem hohen Rauchpunkt, Pflanzenöl, Schmalz oder Butterschmalz verwendet. Das Fett wird in einem Topf, einer hohen Pfanne oder einer speziellen Fritteuse bis knapp unter den Rauchpunkt erhitzt; in Rezepten für Apfelküchle wird meistens „bei 170 °C“ oder „mittlere Hitze“ vorgegeben. Die Apfelscheiben werden leicht mit Mehl bestäubt, durch den Ausbackteig gezogen und schwimmend im heißen Fett goldgelb gebacken. Anschließend werden sie zum Abtropfen auf Küchenpapier gelegt, traditionell mit einer Mischung aus Zimt und Zucker bestreut und noch warm serviert.

### Anrichten, Beilagen
„Wo schwäbische Apfelküchle sind, da sind auch Zimtzucker und Vanillesauce“, weiß der Volksmund und so werden sie oft mit Zimt und Zucker bestreut und zusammen mit einer Vanillesauce serviert, sowohl als Nachspeise als auch als Hauptgericht. Teils werden sie anstelle von Zimtzucker mit Puderzucker bestreut. Alternativ werden sie als Dessert häufig mit Vanilleeis und/oder Schlagsahne ergänzt und je nach Anspruch und Geschmack mit Obst, Marmelade oder frischen Kräutern garniert. Als Hauptspeise werden sie außer mit Vanillesauce zudem oft zusammen mit Kompott gereicht. Wie alles Fettgebackene, schmecken Apfelküchle am besten noch warm, werden aber auch kalt gegessen.

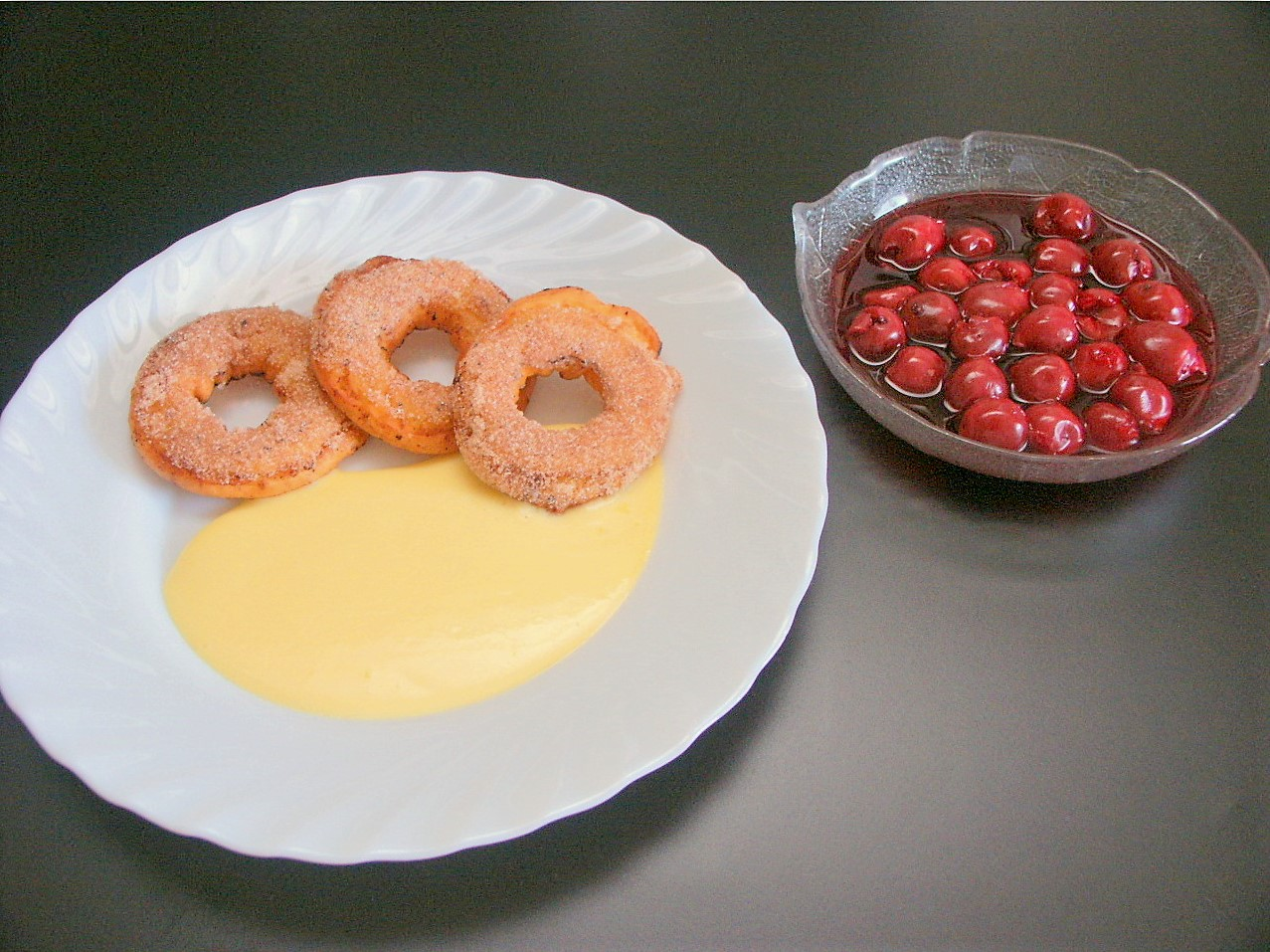
Apfelkiachl mit Zimt und Zucker, Vanillesoße und Kirschkompott
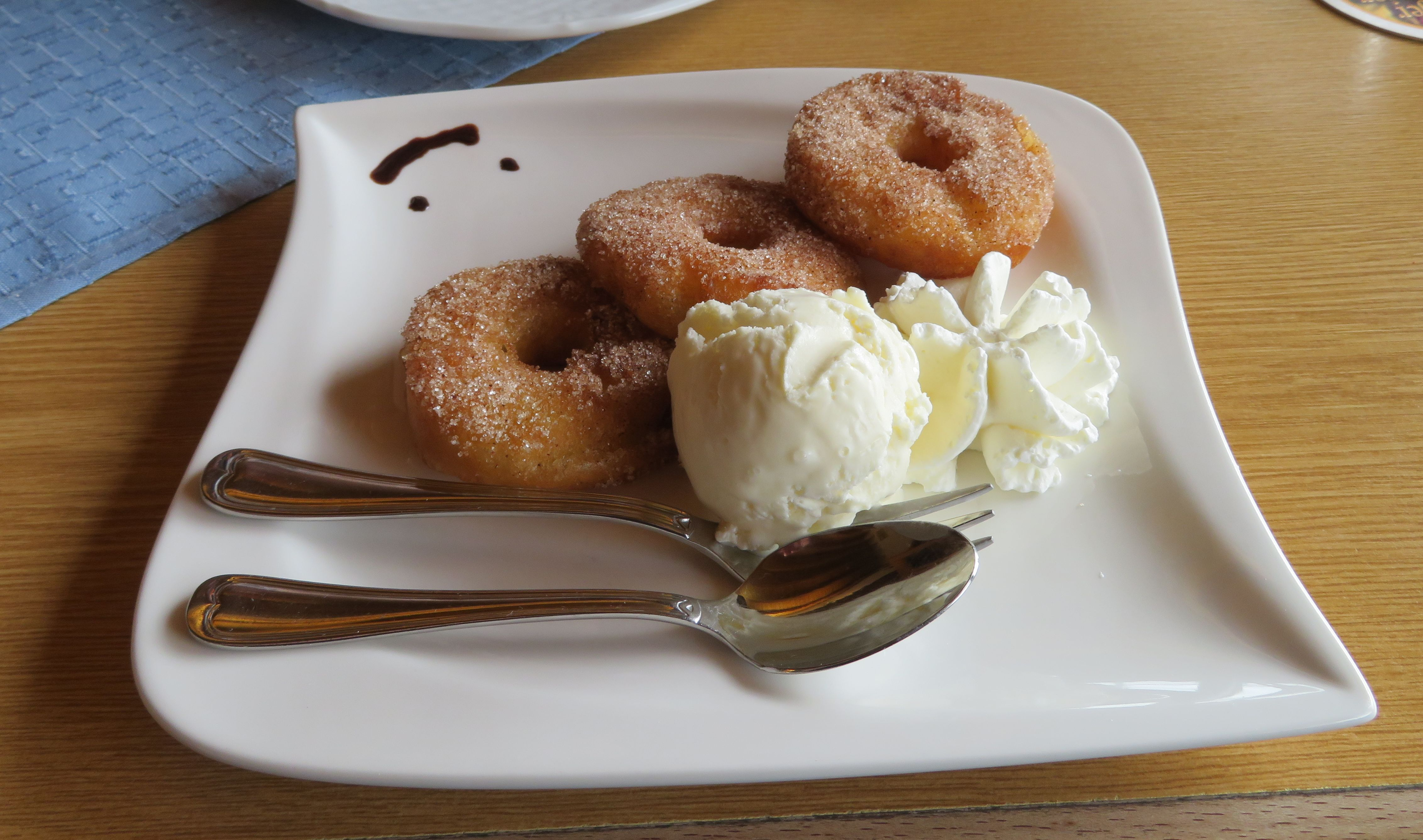
Apfelküchle mit Vanilleeis und Schlagsahne
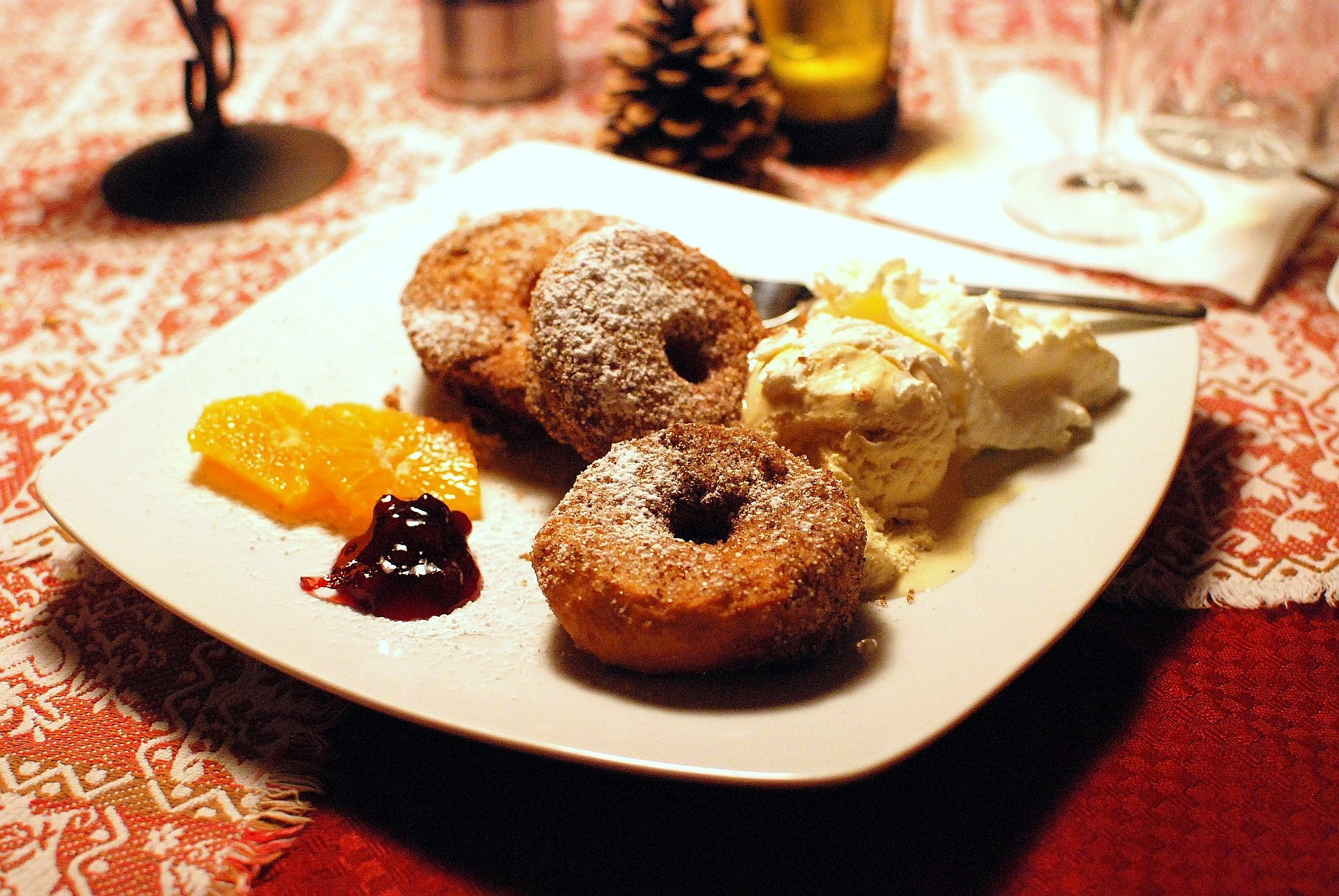
Apfelkiachl mit Marmelade, Eis und Schlagsahne
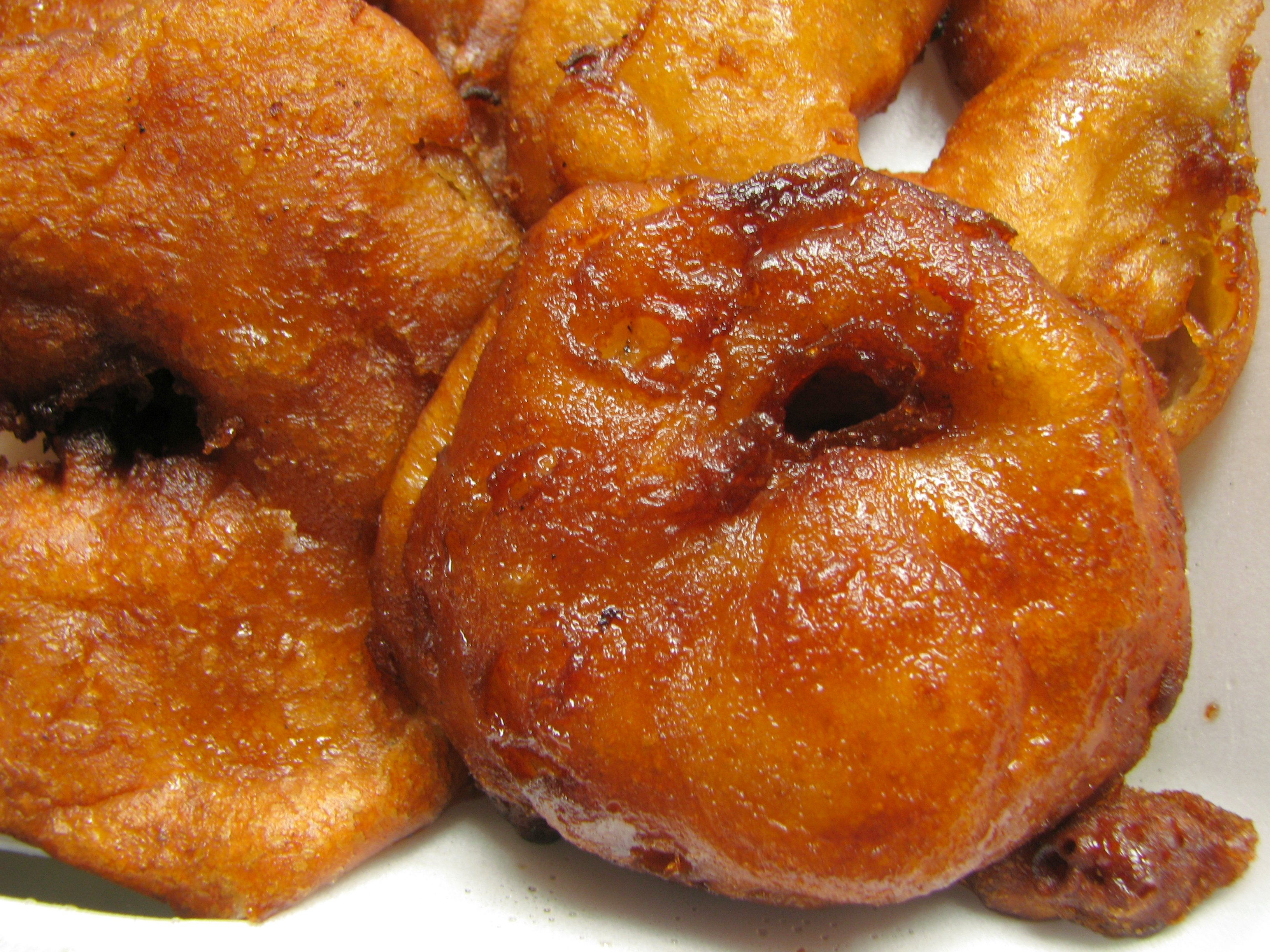
Zum Vergleich: Apple fritters (nach dem Ausbacken mit Ahornsirup getränkt)

## Verbreitung und Variationen
Ausgehend vom Süden Badens und Württembergs wurden Apfelküchle zunächst in ganz Baden-Württemberg und in Teilen Bayerns sowie in einigen Regionen von Österreich, Norditalien und der Schweiz beliebt, später zudem in anderen Regionen Deutschlands mit Schwerpunkt Süddeutschland. In jüngster Zeit hat sich das Siedegebäck Apfelküchle weit über die Grenzen Deutschlands hinaus verbreitet und ist in ganz Europa sowie in den USA sehr populär geworden.
Es gibt verschiedene Zubereitungsarten, wobei alle einen Hauptbestandteil von Äpfeln und Teig haben und die meisten Rezepte sich hauptsächlich in kleinen Zutaten unterscheiden, die je nach Geschmack variieren und ausgetauscht werden können. So können verschiedene Variationen des Ausbackteigs durch Extras wie Bier, Obstbrand oder Zimt zubereitet werden. Zudem wird vielfach bei den üblichen Beilagen wie Vanillesauce, Vanilleeis, Sahne und Kompott variiert und das Gebäck zusammen mit anderen Saucen, Eissorten oder mit Sorbet serviert. Darüber hinaus werden Apfelbeignets teils mit Grand Marnier oder Rum flambiert.
Ein verwandtes Fettgebäck stellen die in den USA, in Kanada und Großbritannien verbreiteten Apple fritters (englisch: „Apfelstückchen“) dar, die ähnlich zubereitet und meist als Snacks oder kleines Gericht verzehrt werden: Für American Apple Fritters werden die einzelnen Apfelscheiben nacheinander in Speisestärke, verrührtem Ei und Mehl paniert und portionsweise in der Pfanne goldbraun ausgebacken. Alternativ wird ein einfacher Ausbackteig verwendet, der nach traditioneller Art aus Mehl, Eiern, Milch, Rum und Salz besteht.